# Orlando Neves
Orlando Loureiro Neves (Portalegre, 11 de setembro de 1935 — Senhora da Hora, Matosinhos, 24 de janeiro de 2005) foi um escritor, poeta e dramaturgo português. Foi também tradutor, tendo traduzido para português dezenas de obras. Encenou diversas peças de teatro.

## Biografia
Orlando Loureiro Neves nasceu em Portalegre, mas fez o ensino primário em Lisboa e nas Caldas da Rainha. O ensino secundário foi feito em várias cidades: Lisboa (Liceu Gil Vicente); Porto (Liceu D. Manuel II); Guimarães (Liceu Nacional de Guimarães) e finalmente no Porto no já referido Liceu D. Manuel II.
Ingressou na Faculdade de Direito da Universidade de Lisboa (onde foi dispensado do exame de admissão), tendo aí terminado a licenciatura em Direito, em Junho de 1958, com 22 anos de idade. Dos tempos da faculdade de direito encontra-se colaboração da sua autoria na publicação académica Quadrante  (1958-1962) publicada pela Associação Académica da Faculdade de Direito de Lisboa.

Orlando Neves exerceu diversas actividades, quase todas ligadas à cultura. Foi Diretor de Publicidade e Relações Públicas da fábrica EFACEC em São Mamede de Infesta, nos arredores do Porto.
Colaborou no Teatro Moderno dos Fenianos da cidade do Porto. Foi vice-presidente do Teatro Experimental do Porto. Trabalhou como documentalista no Laboratório Nacional de Engenharia Civil em Lisboa, onde esteve cerca de um ano (1965-1966) e de onde foi obrigado a sair por se recusar um documento em que declarava a não prática de atos contra a ditadura do Estado Novo, regime com que ele não concordava.
Trabalhou como jornalista no Jornal República no campo da cultura, tendo aí sido crítico de teatro e de televisão.
Em 1971-1972, foi convidado para director literário do Círculo de Leitores, tendo assim de abandonar a redação do jornal "República". Em Julho de 1974 foi despedido do Círculo de Leitores, se justa causa pela administração alemã por ter colaborado e presidido à Assembleia Geral de Trabalhadores que decretara em Maio desse ano, uma greve por motivos salariais.
Em julho de 1974, assumiu a direcção literária da Portugália Editora, de onde saiu por divergências com os proprietários da referida editora.
Em Fevereiro de 1975 fundou a Cooperativa Editorial Diabril para a qual leva José Gomes Ferreira e de quem são publicadas e reeditadas várias obras.
Foi diretor de Relações Públicas e assessor do Teatro São Luiz, na altura em que este era dirigido por Carlos Wallenstein.
Como jornalista foi free-lancer, tendo colaborado nos jornais "A Luta" e "Expresso" com críticas de televisão, teatro e literatura. Trabalhou no jornal de Diário de Notícias também com críticas de rádio e escreve crónicas. Em 1980 foi apresentador do programa cultural semanal "Manta de Retalhos" na RTP1, considerado pela crítica como o melhor programa cultural de televisão feito até então. Foi co-autor da primeira série do programa de rádio "Pão com Manteiga".
Em 1984, encenou no Teatro Nacional D. Maria II, a peça de Vicente Sanches "A birra do Morto", que obteve o Prémio Revelação em Encenação pela Associação Portuguesa de Crítica de Teatro. Entre 1985 e 1986, encenou na Fundação Calouste Gulbenkian, no ciclo "Retorno à Tragédia", as peças "À procura da Tragédia" e o "Indesejado" de Jorge de Sena.
Em 1992, saiu do Diário de Notícias, dedicando-se em exclusividade à profissão de escritor.
Em 1998, foi galardoado com Prémio Literário Cidade de Almada, graças à obra: Torrebriga – Cenas da Vida no Interior, lançada no ano seguinte pela editora Campo das Letras do Porto.
Faleceu na cidade do Porto, a 24 de Janeiro de 2005 e como vimos teve uma vida muito multifacetada quase sempre ligada à cultura.

## Obras
Orlando Neves escreveu obras de diversos tipos literários, cobrindo vários géneros literários, da poesia ao romance, passando pelo teatro e literatura infanto-juvenil.

### Poesia
Orlando Neves escreveu várias obras de poesia, entre as quais há a referir:
- Sopapo para a destruição da felicidade (1959);
- O silêncio na cidade (1963);
- Canção para o jovem país (1963);
- Respondo por mim (1971);
- O corpo e a voz (1973);
- Morte minuciosa (1976);
- Diário da desordem, fragmentos (1984);
- 20 ironias literais (1985);
- Morte minuciosa, 2ª edição, refundida e aumentada (1986); 3ª edição (1996);
- Trovas da infância na aldeia (1987);
- Regresso de Orfeu (1989);
- Odes de Mitilene (1990);
- Lamentação em Cáucaso (1990);
- Ulisses e Nausica (1990);
- Noema (1991);
- Decomposição – A Casa (1992);
- Mar de que futuro (1993);
- Organon para a decifração da poesia (1993);
- Loca obscura, pranto de Leonor de Sepúlveda (1994);
- Poesia (1995);
- Máscaras (1997);
- O Outro Discurso de António (1998)
- Nocturnidade (1999);
- Diário de Estar e Ser (2000);
- Clamores (2001).

### Contos
- A condecoração (1984)
- Rua do Sol (1992)
- Histórias de espanto e exemplo (1993)

### Romances
- Morte em Campo de Ourique (1987)
- Morta em Vila Viçosa(1991)
- Memórias de um rufia lisboês (1994)
- Torrebriga – Cenas da Vida no Interior (1999). Recebeu o Prémio Literário Cidade de Almada em 1998

### Fábulas
Fabulário (1995)

### Literatura infanto-juvenil
- O mundo dos porquês (1969);
- Os brinquedos do Tozé fizeram banzé, teatro (1978);
- Aventuras de animais e outros que tais, teatro, com colaboração (1982);
- Histórias da Ana Alexandra (1988);
- Aventuras do Gato Chalupa (contos)
- O Tio Maravilhas, teatro (1991);
- O mosquito zzzz.... Zzzz, teatro (1992).
- Teatro para Crianças (1999).

As peças de teatro infantil referidas foram todas representadas quer por grupos de teatro profissionais quer amadores.

### Teatro
- A Execução, seguida de seis peças em um acto (1966);
- Humor Próprio, com colaboração (1975);
- Crisântemos e Malmequeres (1987), não publicado, mas levada a cena pela Companhia de Teatro Reportório, no Trindade no Porto;
- 30 Anos de Teatro (1993), recolha de críticas e ensaios sobre teatro

### Crónicas
- Lisboa em crónica (1968);
- Textos Históricos da Revolução (1975)[2]
- Diário de uma revolução, com colaboração (1979)
- Eanes, um presidente no curso da constituição, com colaboração (1979)

### Traduções
- História de O (Histoire D'O), de Pauline Réage  (1976)

### Outras
- Pão com manteiga (1º volume) (1981)
- O castelo medieval e a cultura coeva (1984)
- De longe à China (1988);
- Dicionário de frases feitas (1991);
- Dicionário das origens das frases feitas (1992);
- Dicionário do palavrão e afins (com palavras de calão) (1994).
- Dicionário de nomes próprios
- Dicionário da origem das palavras
- Dicionário do nome das coisas e outros epónimos

### Prémios
Recebeu vários prémios, mas o mais recente foi:
- Prémio Cidade Almada Ficção 1998 com o romance: Torrebriga: cenas da vida no interior